# 耶律十哥
耶律十哥（?—?），为契丹（遼朝）皇族，辽圣宗耶律隆绪的第十女。
耶律十哥母亲白氏，同胞姊妹有耶律泰哥、耶律擘失、耶律八哥。耶律十哥被封为三河郡主、三河公主，下嫁奚王萧高九。萧高九为国舅、郡王，父亲萧陶隗，兄长萧孝穆，儿子北府宰相萧朮哲，孙子兰陵郡王萧挞不也。

## 传記資料
- 《遼史》公主表